# بيلار روبيو
بيلار روبيو (بالإسبانية: Pilar Rubio) هي صحفية ومقدمة تلفزيونية وعارضة وممثلة إسبانية، ولدت في 17 مارس 1978 في إسبانيا. اشتهرت بتغطية أحداث برنامج Sé lo que hicisteis... لشبكة التلفزيون La Sexta. من يناير 2010 إلى يناير 2013، تم ربطها بشركة Telecinco، بعد أن استضافت Operación Triunfo و¡Más que Baile!، إلى جانب كونها بطلة سلسلة Piratas، التي صدرت في مايو 2011. منذ عام 2014 ظهرت كمتعاون في El Hormiguero. وفي عام 2012، بدأت علاقة مع لاعب كرة القدم سيرخيو راموس، وأنجبت منه أربعة أطفال.

## المسار المهني
بدأت بدراسة الاقتصاد، رغم أنها لم تكمل دراستها. عملت كعارضة أزياء في العديد من مجلات الرجال، وظهرت في أفلام Isi & Disi وAlto voltaje وCarlitos y el Campo de los sueños، وأيضًا في فيلمين قصيرين: عيد ميلاد سعيد لفران كازانوفا وQuestión de química لخوان مويا، حيث عملت جنبًا إلى جنب مع كريستينا بينيا. وأرتورو فالس من بين آخرين. ظهرت في التلفزيون في الإعلانات التجارية Amstel وCanal+ وHyundai وفي برامج مثل Lo que necesitas es amor وThe Price Is Right وLa azotea de Wyoming وفي Sixpack التي تبثها شبكة Cuatro. كان نجاحها العام النهائي هو ظهورها في البرنامج الكوميدي Sé lo que hicisteis... of La Sexta، حيث قدمت مقالات إخبارية متنوعة. في صيف عام 2007 ظهرت في برنامج أشرطة فيديو فكاهي محلي الصنع يسمى La ventana indiscreta.
فازت بجائزة أفضل صحافية تلفزيونية مع بريميو جوفين عام 2007. وفي عامي 2008 و2009 اُختيرت كأكثر امرأة جاذبية في العالم من قبل النسخة الإسبانية من مجلة FHM.
من 14 يوليو إلى 29 أغسطس 2008، وفي يوليو 2009، قدمت البرنامج Sé lo que hicisteis... لتحل محل باتريشيا كوندي، التي كانت في إجازة. في يناير 2010 تم استبدالها بكريستينا بيدروش.

## وصلات خارجية
- بيلار روبيو على موقع IMDb (الإنجليزية)
- بيلار روبيو على موقع ألو سيني (الفرنسية)
- بيلار روبيو على موقع أول موفي (الإنجليزية)
- بيلار روبيو على موقع قاعدة بيانات الفيلم (الإنجليزية)
- بيلار روبيو على موقع كينوبويسك (الروسية)